# Konganapuram
Konganapuram è una suddivisione dell'India, classificata come town panchayat, di 8.086 abitanti, situata nel distretto di Salem, nello stato federato del Tamil Nadu. In base al numero di abitanti la città rientra nella classe V (da 5.000 a 9.999 persone).

## Geografia fisica
La città è situata a 11° 34' 60 N e 77° 55' 0 E e ha un'altitudine di 304 m s.l.m..

## Società

### Evoluzione demografica
Al censimento del 2001 la popolazione di Konganapuram assommava a 8.086 persone, delle quali 4.279 maschi e 3.807 femmine. I bambini di età inferiore o uguale ai sei anni assommavano a 844, dei quali 489 maschi e 355 femmine. Infine, coloro che erano in grado di saper almeno leggere e scrivere erano 4.902, dei quali 3.028 maschi e 1.874 femmine.